# Golfe de Cupica
Le golfe de Cupica (espagnol : golfo de Cupica) est un golfe de l'océan Pacifique sur la côte du département colombien de Chocó. 

## Géographie
Du nord au sud, le golfe de Cupica mesure approximativement 40 km. Les municipalités baignées sont Juradó à l'extrême nord et Bahía Solano, cette dernière étant la principale ville bordière du golfe.
La côte du golfe est constituée de nombreuses baies. Ce sont, du nord au sud, les baies Cupica, Chirichiri, Tebada, Abegá, Nabugá, El Fondiadero et Solano, au fond de laquelle se trouve la ville de Bahía Solano.